# Ministerio de la Mujer (República Dominicana)
El Ministerio de la Mujer de la República Dominicana es un organismo de Estado cuyo función es definir y ejecutar las políticas públicas y programas que contribuyan a la igualdad y equidad de género y al pleno ejercicio de la ciudadanía de las mujeres.
Fue instituido el 11 de agosto de 1999 como Secretaría de Estado de la Mujer. Su sede se encuentra en Santo Domingo, en el edificio de Oficinas Gubernamentales Juan Bosch de la Av. México, esq. Dr. Delgado. Su ministra es Mayra Jiménez, desde el 16 de agosto de 2020.

## Historia
La historia de esta oficina se remonta a la Dirección General de Promoción de la Mujer, creada el 17 de agosto de 1982 mediante el decreto n.º 46 como una dependencia de la Presidencia de la República. Ante la necesidad de una institución que dirigiese la promoción de la igualdad y equidad de género, tanto en los organismos gubernamentales como en la sociedad civil, se promulgó la Ley n.º 86-99 que creaba la Secretaría de Estado de la Mujer el 11 de agosto de 1999.
En 2010, pasaría ser Ministerio de la Mujer con el Decreto n.º 56-10 que modificaba la nomenclatura de las instituciones gubernamentales.

## Estructura
Para el desempeño de sus funciones, el Ministerio de la Mujer se subdivide en diversas oficinas. En primera instancia están los viceministerios:
- Viceministerio Administrativo
- Viceministerio de Cultura e Igualdad
- Viceministerio de Violencia contra la Mujer e Intrafamiliar
- Viceministerio de Planificación y Desarrollo
- Viceministerio de Prevención de Violencia
- Viceministerio de Coordinación Intersectorial

Otras oficinas son:
- Dirección de Educación de Género
- Dirección de Transversalidad de Género
- Dirección de Extensión Territorial
- Dirección de Prevención y Atención a la Violencia
- Dirección de Promoción de los Derechos Integrales de la Mujer

### Oficinas regionales
Además, el Ministerio de la Mujer cuenta con oficinas regionales por todo el país:
| Gran Santo Domingo                         | Región Cibao | Región Este                                                                                        | Región Sur |
| ------------------------------------------ | --- | -------------------------------------------------------------------------------------------------- | --- |
| - Santo Domingo Este - Santo Domingo Norte | - Altamira - Bisonó o Navarrete - Bonao - Castillo - Cevicos - Constanza - Cotuí - Dajabón - Fantino - Gaspar Hernández - Guayubín - Imbert - Jarabacoa - Jima Abajo - La Vega - Las Matas de Santa Cruz - Las Terrenas - Mao - Moca - Monte Cristi - Nagua - Puerto Plata - Salcedo - Samaná - San Francisco de Macorís - San Ignacio de Sabaneta - San José de las Matas - Santiago - Tamboril - Villa Riva | - El Seibo - Hato Mayor - Higüey - La Romana - Monte Plata - San Pedro de Macorís - Verón - Yamasá | - Azua - Baní - Barahona - Comendador - Duvergé - Haina - Jimaní - Las Matas de Farfán - Pedernales - Oviedo - San Cristóbal - San José de Ocoa - San Juan de la Maguana - Villa Altagracia |

## Programas y servicios
El Ministerio de la Mujer es responsable de un servicio de emergencia telefónica activo las 24 horas. Su número es *212 o asterisco-dos-doce. También se puede realizar una denuncia o solicitar asistencia a través de su página web.
Otorga la Medalla al Mérito de la Mujer, que reconoce a mujeres destacadas en diversas áreas.
Tiene lleva los siguientes programas:
- casas de acogida: *212
- sensibilización y formación de la mujer: 809-685-3755
- asistencia legal y psicológica: 809-685-3755